# Природный газ
Приро́дный газ — смесь  углеводородов, преимущественно метана, с небольшими примесями других газов, добываемая из осадочных горных пород Земли.
С середины XX века природный газ является важным полезным ископаемым, широко используемым в энергетике как энергоноситель и в крупнотоннажной химии как источник углеводородного сырья для синтеза полимеров и азотных удобрений. Природный газ в пластовых условиях (условиях залегания в земных недрах) находится в газообразном состоянии — в виде отдельных скоплений (газовые залежи) или в виде газовой шапки нефтегазовых месторождений, либо в растворённом состоянии в нефти или воде. При нормальных (согласно ГОСТ Р 51847-2001) условиях (101,325 кПа и 0 °C) природный газ находится только в газообразном состоянии. Также природный газ может находиться в кристаллическом состоянии в виде естественных газогидратов.
Сэр Гемфри Дэви (учёный-химик) ещё в 1813 году заключил из своих анализов, что рудничный газ есть смесь метана CH4 с небольшим количеством азота (N2) и углекислого газа (СО2) — то есть, что он качественно тождественен по составу с газом, выделяющимся из болот.

## Химический состав
Основную часть природного газа составляет метан (CH4) — от 70 до 98 %. В состав природного газа могут входить более тяжёлые углеводороды — гомологи метана:
- этан (C2H6),
- пропан (C3H8),
- бутан (C4H10),
- пентан (C5H12).

Природный газ содержит также другие вещества, не являющиеся углеводородами:
- водород (H2),
- сероводород (H2S),
- углекислый газ (СО2)[1],
- азот (N2)[1],
- гелий (He) и другие инертные газы.

Чистый природный газ не имеет цвета и запаха. Для облегчения возможности определения утечки газа в него в небольшом количестве добавляют одоранты — вещества, имеющие резкий неприятный запах (гнилой капусты, прелого сена, тухлых яиц). Чаще всего в качестве одоранта применяются тиолы (меркаптаны), например, этилмеркаптан (16 г на 1000 м3 природного газа).
Природный газ считается более экологичным, по сравнению с углём, так как даёт меньший выброс СО2 на единицу получаемой энергии, выделяет значительно меньше ядовитых веществ (возможны оксиды азота и сернистый ангидрид, но сложные продукты пиролиза, являющиеся зачастую весьма токсичными и канцерогенными веществами, при сжигании природного газа не образуются и не могут образовываться в принципе, но эти опасные вещества образуются при сжигании угля, мазута, дизельного топлива)

## Физические свойства
Ориентировочные физические характеристики (зависят от состава; приведены при нормальных условиях, если не указано иное):
- Плотность:
  - от 0,2000 до 0,85 кг/м3 (сухой газообразный);
  - 400 кг/м3 (жидкий).
- Температура самовоспламенения: 537 °C;
- Температуры конденсации-испарения −161,5 °С[3];
- Взрывоопасные концентрации смеси газа с воздухом от 4,4 % до 17 % объёмных;
- Удельная теплота сгорания: 28—46 МДж/м3 (6,7—11,0 Мкал/м3)[4] (то есть 8-12 кВт·ч/м3);
- Октановое число при использовании в двигателях внутреннего сгорания: 120—130.
- Легче воздуха в 1,8 раза, поэтому при утечке не собирается в низинах, а поднимается вверх[5].

## Месторождения природного газа

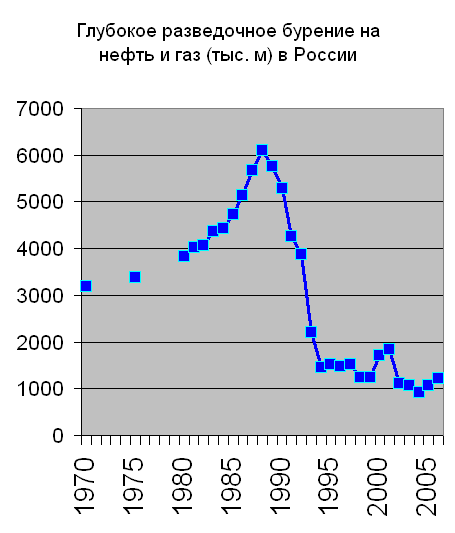
Глубокое разведочное бурение на нефть и газ в России, по данным Росстата

В осадочной оболочке земной коры сосредоточены огромные залежи природного газа. Согласно теории биогенного (органического) происхождения нефти, они образуются в результате разложения останков живых организмов. Считается, что природный газ образуется в осадочной оболочке при бо́льших температурах и давлениях, чем нефть. С этим согласуется тот факт, что месторождения газа часто расположены глубже, чем месторождения нефти.
Крупнейшими запасами природного газа обладают Россия (Уренгойское месторождение, Газпром обладает 17 % мировых запасов газа), Иран, большинство стран Персидского залива, США, Канада. Среди европейских стран — Норвегия и Нидерланды. Среди бывших республик Советского Союза большими запасами газа владеют Туркменистан, Азербайджан, Узбекистан, а также Казахстан (Карачаганакское месторождение), и Украина (Юзовское месторождение).
Метан и некоторые другие углеводороды широко распространены в космосе. Метан — третий по распространённости газ во Вселенной после водорода и гелия. В виде метанового льда он участвует в строении многих удалённых от солнца планет и астероидов, однако такие скопления, как правило, не относят к залежам природного газа, и они до сих пор не нашли практического применения. Значительное количество углеводородов присутствует в мантии Земли, однако они тоже не представляют интереса.

### Газогидраты
В науке долгое время считалось, что скопления углеводородов с молекулярным весом более 60 пребывают в земной коре в жидком состоянии, а более лёгкие — в газообразном. Однако во второй половине XX века группа сотрудников Московского института нефти и газа А. А. Трофимук, Н. В. Черский, Ф. А. Требин, Ю. Ф. Макогон, В. Г. Васильев обнаружили свойство природного газа в определённых термодинамических условиях переходить в земной коре в твёрдое состояние и образовывать газогидратные залежи. Позже выяснилось, что запасы природного газа в этом состоянии огромны.
Газ переходит в твёрдое состояние в земной коре, соединяясь с пластовой водой при гидростатических давлениях до 250 атм и сравнительно низких температурах (до +22 °C). Газогидратные залежи обладают несравненно более высокой концентрацией газа в единице объёма пористой среды, чем в обычных газовых месторождениях, так как один объём воды при переходе её в гидратное состояние связывает до 220 объёмов газа. Зоны размещения газогидратных залежей сосредоточены главным образом в районах распространения многолетнемёрзлых пород, а также на небольшой глубине под океаническим дном.

## Добыча и транспортировка

### Добыча
Природный газ находится в земле на глубине от 1000 м до нескольких километров (сверхглубокой скважиной недалеко от города Нового Уренгоя получен приток газа с глубины более 6000 метров). В недрах газ находится в микроскопических пустотах (порах). Поры соединены между собой микроскопическими каналами — трещинами. По этим каналам газ поступает из пор с высоким давлением в поры с более низким давлением до тех пор, пока не окажется в скважине.
Движение газа в пласте подчиняется определённым законам.
Газ выходит из недр вследствие того, что в пласте находится под давлением, многократно превышающем атмосферное; таким образом, движущей силой является разность давлений в пласте и системе сбора.
Газ добывают из недр земли с помощью скважин. Скважины стараются разместить равномерно по всей территории месторождения для равномерного падения пластового давления в залежи. Иначе возможны перетоки газа между областями месторождения, а также преждевременное обводнение залежи.
Большинство месторождений природного газа находятся очень далеко от мест, где он используется. Чтобы перевезти и сохранить газ, превратив последний в жидкость, его охлаждают до очень низкой температуры, достигающей минус 162 градусов Цельсия. При этом объем газа уменьшается в 600 раз.
Мировая добыча природного газа в 2014 году составляла 3460,6 млрд м3. Лидирующее положение в добыче газа занимают Российская Федерация (в 2005 году объём добычи составил 548 млрд м3) и США (в 2009 году США впервые обогнали Россию не только по объёму добытого газа (624 млрд м3 против 582,3 млрд м3), но и по объёму добычи товарного газа, то есть идущего на продажу контрагентам; в 2010 году Россия вернула себе лидерство в объёмах добываемого газа, нарастив добычу, США же, напротив, снизили добычу).
Некоторые газовые месторождения выделяют кислый газ, содержащий сероводород (H2S), токсичное соединение при вдыхании. Очистка газа амином, процесс промышленного масштаба, который удаляет кислотные газообразные компоненты, часто используется для удаления сероводорода из природного газа.
Добыча природного газа (или нефти) приводит к снижению давления в пласте. Такое снижение давления, в свою очередь, может привести к проседанию грунта выше. Проседание может затронуть экосистемы, водные пути, канализационные и водопроводные системы, фундаменты и так далее.

### Фрекинг
Высвобождение природного газа из подземных пористых горных пород может быть осуществлено с помощью процесса, называемого гидравлическим разрывом пласта или «разрывом пласта». По оценкам, на гидроразрыв пласта в конечном итоге будет приходиться почти 70% добычи природного газа в Северной Америке.
С момента первой коммерческой операции по гидроразрыву пласта в 1949 году в Соединенных Штатах было проведено около миллиона скважин с гидроразрывом пласта. При добыче природного газа из скважин с гидроразрывом пласта использовались технологические разработки наклонно-направленного и горизонтального бурения, которые улучшили доступ к природному газу в плотных горных породах. Сильный рост добычи нетрадиционного газа из скважин с ГРП произошел в период с 2000 по 2012 год.

При гидроразрыве пласта операторы скважин нагнетают воду, смешанную с различными химическими веществами, через обсадную трубу скважины в породу. Вода под высоким давлением разрушает или «раскалывает» горную породу, что приводит к выделению газа из горной породы. Песок и другие частицы добавляются в воду в качестве проппанта, чтобы держать трещины в породе открытыми, что позволяет газу поступать в обсадную колонну, а затем на поверхность. Химические вещества добавляются в жидкость для выполнения таких функций, как уменьшение трения и подавление коррозии. После «фрака» извлекается нефть или газ, и 30–70% жидкости гидроразрыва, т. е. смесь воды, химикатов, песка и т. д., вытекает обратно на поверхность. Многие газоносные пласты также содержат воду, которая будет течь вверх по стволу скважины на поверхность вместе с газом как в скважинах с гидроразрывом пласта, так и в скважинах без гидроразрыва пласта. Эта пластовая вода часто имеет высокое содержание солей и других растворенных минералов, которые встречаются в пласте.

### Транспортировка природного газа

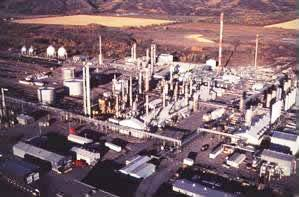

Газ, поступающий из скважин, необходимо подготовить к транспортировке конечному пользователю — химический завод, котельная, ТЭЦ, городские газовые сети. Необходимость подготовки газа вызвана присутствием в нём, кроме целевых компонентов (целевыми для различных потребителей являются разные компоненты), также и примесей, вызывающих затруднения при транспортировке либо применении. Так, пары воды, содержащиеся в газе, при определённых условиях могут образовывать гидраты или, конденсируясь, скапливаться в различных местах (например, изгиб трубопровода), мешая продвижению газа; сероводород вызывает сильную коррозию газового оборудования (трубы, ёмкости теплообменников и т. д.). Помимо подготовки самого газа, необходимо подготовить и трубопровод. Широкое применение здесь находят азотные установки, которые применяются для создания инертной среды в трубопроводе.
В настоящее время основным видом транспорта является трубопроводный. Газ под давлением 75 атм прокачивается по трубам диаметром до 1,42 м. По мере продвижения газа по трубопроводу он, преодолевая силы трения как между газом и стенкой трубы, так и между слоями газа, теряет потенциальную энергию, которая рассеивается в виде тепла. Поэтому через определённые промежутки необходимо сооружать компрессорные станции (КС), на которых газ обычно дожимается до давления от 55 до 120 атм и затем охлаждается. Сооружение и обслуживание трубопровода весьма дорогостоящи, но тем не менее это наиболее дешёвый с точки зрения начальных вложений и организации способ транспортировки газа на небольшие и средние расстояния.
Кроме трубопроводного транспорта широко используют специальные танкеры — газовозы, специальные суда, на которых газ перевозится в сжиженном состоянии в специализированных изотермических ёмкостях при температуре от −160 до −150 °С.
Такой метод транспортировки является значительно более экономичным, чем трубопроводный, начиная с расстояний до потребителя сжиженного газа более 2000—3000 км, так как основную стоимость составляет не транспортировка, а погрузочно-разгрузочные работы. Однако этот метод требует более высоких начальных вложений в инфраструктуру, чем трубопроводный. К его достоинствам относится также тот факт, что сжиженный газ куда более безопасен при перевозке и хранении, чем сжатый.
В 2004 году международные поставки газа по трубопроводам составили 502 млрд м3, сжиженного газа — 178 млрд м3. При этом доля сжиженного газа в общем объёме поставок быстро растёт, превысив к 2018 году 40 % (323 млрд м3) и по имеющимся прогнозам увеличится до 60 % к 2040 году.
Есть также и другие технологии транспортировки газа, например с помощью железнодорожных цистерн. Разрабатывались также проекты транспортировки газа с использованием дирижаблей или в газогидратном состоянии, но эти разработки не нашли применения в силу различных причин.

### Сжиженный природный газ
С целью транспортировки очищенный от примесей природный газ сжижают, охлаждая его до температуры конденсации −161,5 °С. Полученную жидкость называют сжиженным природным газом (СПГ). Основное преимущество СПГ — занимаемый объём меньше в 600 раз. Перед поставкой потребителю СПГ возвращают в газообразное состояние на регазификационных терминалах.
СПГ производится на сжижающих установках. СПГ перевозят в специальных криогенных ёмкостях.
В промышленных целях первый СПГ был получен в 1917 году в США. За ненадобностью технология не совершенствовалась до середины XX века, и только в 1941 году была совершена следующая попытка произвести СПГ. Производство СПГ достигло промышленных масштабов в середине 1960-х годов.
В СССР первые установки сжижения природного газа известны с 1946 года. Однако промышленного применения СПГ в СССР не получил. В России первый крупнотоннажный завод СПГ запущен в 2009 году в рамках проекта «Сахалин-2».

## Экология
В экологическом отношении природный газ является самым чистым видом органического топлива. При его сгорании образуется значительно меньшее количество вредных веществ по сравнению с другими видами топлива. Однако сжигание человечеством огромного количества различных видов топлива, в том числе природного газа, за последние полвека привело к увеличению содержания углекислого газа в атмосфере, который является парниковым газом. Некоторые учёные на этом основании делают вывод об опасности возникновения парникового эффекта и как следствие — потепление климата. В связи с этим в 1997 году был подписан Киотский протокол по ограничению парникового эффекта. По состоянию на 26 марта 2009 года Протокол был ратифицирован 181 страной мира (на эти страны совокупно приходится более чем 61 % общемировых выбросов).

## Применение

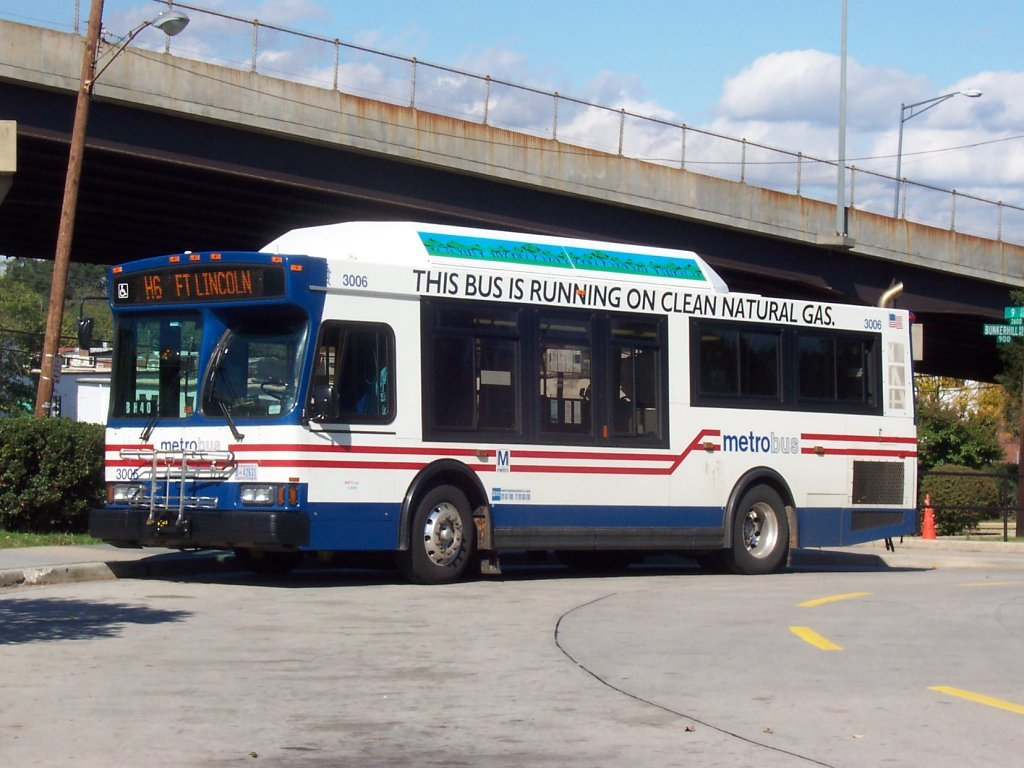
Автобус, работающий на природном газе

Природный газ широко применяется в качестве горючего в жилых, частных и многоквартирных домах для отопления, подогрева воды и приготовления пищи; как топливо для котельных, ТЭЦ, различной техники, в том числе и автомобильной, и др. Сейчас он используется в химической промышленности, как исходное сырьё для получения различных органических веществ, например, пластмасс. Для обнаружения утечек газа без использования специальных приборов в него добавляют в безвредных концентрациях этантиол, обладающий резким характерным запахом.
- Газовая плита
- Газовый водонагреватель
- Газовый котёл

### Корма для животных и рыб
Богатые белком корма для животных и рыб получают путём скармливания природного газа бактериям Methylococcus capsulatus в промышленных масштабах.

### Другое
Природный газ также используется в производстве тканей, стекла, стали, пластмасс, красок, синтетических масел и других продуктов. Пиролиз этана приводит к образованию этилена, который может быть превращён в этиленэпоксид, этиленгликоль, ацетальдегид или другие олефины. Пропан может быть превращён в пропилен или окислен до акриловой кислоты и акринитрила. 

## Вред для человека
Исследование, проведенное учеными из Стэнфордского университета, показало, что бытовые газовые приборы могут создавать высокий уровень химического вещества бензола в воздухе. Бензол является канцерогеном и может повышать риски развития рака, включая лейкемию. Исследование также выявило, что концентрация бензола в помещениях может превышать рекомендуемые нормы даже после выключения газовых приборов. Рекомендуется проверить системы вентиляции в доме.